# Xã Hill, Quận Kittson, Minnesota
Xã Hill (tiếng Anh: Hill Township) là một xã thuộc quận Kittson, tiểu bang Minnesota, Hoa Kỳ. Năm 2010, dân số của xã này là 15 người.